# Яманака, Синъя
Синъя Яманака (яп. 山中 伸弥 Яманака Синъя,  род. 4 сентября 1962, Хигасиосака) — японский учёный.
В 2006 году впервые в мире получил индуцированные плюрипотентные стволовые клетки (iPS-клетки), благодаря чему приобрел всемирную известность, а в 2012 году получил за эти работы совместно с британским биологом Джоном Гёрдоном Нобелевскую премию по физиологии и медицине.
Доктор медицины, доктор философии, профессор Института передовых медицинских наук (Institute for Frontier Medical Sciences) в Университете Киото, директор Центра по исследованию и применению iPS-клеток (Center for iPS Cell Research and Application (CiRA)) Университета Киото, ведущий исследователь Института сердечно-сосудистых заболеваний Гладстона в Сан-Франциско.
Член Японской академии наук (2013), иностранный член Национальной академии наук США (2011) и Французской академии наук (2015).

## Биография
- 1980—1987 — получил высшее медицинское образование в Университете Кобэ, Япония.
- 1987—1993 — защитил степень доктора в области фармакологии в Высшей школе Городского Университета Осаки, Япония. После защиты степени доктора, Яманака решил продолжить научные исследования в США.
- 1993—1996 — работал в Институте сердечно-сосудистых заболеваний Гладстона, Сан-Франциско. Там изучал функции продукта гена c-Myc при помощи специфических линий мышей.
- 1996—1999 — профессор-ассистент в Медицинской школе Университета Осаки
- 1999—2005 — профессор Института науки и технологий Нара[англ.] — именно здесь Яманака начал фокусировать свои исследования на механизмах, обуславливающих уникальные свойства эмбриональных стволовых клеток (ЭСК).
- С 2005 года по настоящее время — профессор Института передовых медицинских наук в Киото, где и начал проводить первые эксперименты по индукции плюрипотентности в соматических клетках.

Член Папской академии наук (2013) и Папской академии жизни.

## Вклад в науку
- 2003 — определил важнейшую роль Nanog в поддержании плюрипотентности в ЭСК[5]
- 2004 — выявил роль mTOR в самообновлении ЭСК мыши[6]
- 2006 — впервые в мире получил iPS-клетки мыши[7]
- 2007 — получил полностью эпигенетически перепрограммированные iPS-клетки[8]
- 2007 — впервые в мире получил iPS-клетки человека (одновременно с Томсоном)[9]
- 2008 — получил iPS-клетки без использования интегрирующихся в ДНК вирусных векторов[10]

## Признание
- 2007 — Осакская научная премия[яп.]
- 2007 — Премия Майенбург[англ.]
- 2007 — Премия Асахи, «For development and verification of a new method to generate pluripotent stem cells»[11]
- 2008 — Премия Уэхара[яп.]
- 2008 — Медаль Почёта с Пурпурной лентой[яп.]
- 2008 — Премия Розенстила (совместно с Джоном Гёрдоном и Ирвингом Вайсманом), «For their pioneering work in the field of stem cell research.»
- 2008 — Премия Мэссри
- 2008 — Премия газеты «Тюнити»[яп.]
- 2008 — Премия Шао (совместно с Китом Кэмпбеллом и Иэном Уилмутом), «За их недавние кардинальные инновации в области обращения дифференциации клеток млекопитающих, продвигающих наши знания в биологии развития.»[12][13]
- 2008 — Премия Роберта Коха
- 2009 — Премия Альберта Ласкера за фундаментальные медицинские исследования (совместно с Джоном Гёрдоном), «For discoveries concerning nuclear reprogramming, the process that instructs specialized adult cells to form early stem cells — creating the potential to become any type of mature cell for experimental or therapeutic purposes.»[14]
- 2009 — Международная премия Гайрднера, «For his demonstration that the key transcription factors which specify pluripotency may become reprogrammed somatic cells to pluripotent stem cells.»[15]
- 2010 — Заслуженный деятель культуры[англ.]
- 2010 — Премия Японской академии наук и Императорская премия Японской академии наук
- 2010 — Премия Бальцана
- 2010 — BBVA Foundation Frontiers of Knowledge Award
- 2010 — Премия Киото[16]
- 2010 — Премия фонда «March of Dimes» по биологии развития, «For research on how certain master genes and protein signals regulate formation and growth of organs such as the brain and limbs during embryonic and fetal development.»[17]
- 2011 — Премия Вольфа по медицине (совместно с Рудольфом Йенишом), «For the generation of induced pluripotent stem cells (iPS cells) from skin cells (SY) and demonstration that iPS cells can be used to cure genetic disease in a mammal, thus establishing their therapeutic potential (RJ).»
- 2011 — Международная премия короля Фейсала
- 2011 — Премия медицинского центра Олбани
- 2011 — Warren Triennial Prize, Massachusetts General Hospital
- 2011 — McEwen Award for Innovation (один из двух первых удостоенных)
- 2012 — Орден Культуры
- 2012 — Премия «Технология тысячелетия»[18][19]
- 2012 — Нобелевская премия по медицине
- 2013 — Премия за прорыв в области медицины[20]